# 大喜馬拉雅山脈國家公園
}}大喜马拉雅山脈国家公园（Great Himalayan National Park）是印度的一個國家公園，位于喜马偕尔邦古卢地区。该公园成立于1984年，占地1171km2，海拔位於1500到 6000米之间。大喜马拉雅山脈国家公园是众多植物和超过 375种动物的棲息地，其中包括大约31种哺乳动物、181种鸟类、3种爬行动物、9种两栖动物、11种环节动物、17种软体动物和127种昆虫。它们受到1972年的野生动物保护法的保護，因此任何形式的狩猎都被禁止。
2014年6月，大喜马拉雅山脈国家公园被列入联合国教科文组织世界遗产。 